# Grigoris Moschovakos
Grigoris Moschovakos (griechisch Γρηγόρης Μοσχοβάκος, * 31. Dezember 1978) ist ein ehemaliger griechischer Skilangläufer und Biathlet.
Grigoris Moschovakos startete für EOS Naoussa. Er bestritt sein erstes internationales Rennen im Skilanglauf im März 2002 im Rahmen eines FIS-Rennen in Pilio. Bis 2006 lief er nur solche Rennen und Rennen im Rahmen des Balkan- oder Alpencup. Bestes Ergebnis war ein 2006 erreichter zweiter Rang bei einem Freistil-Sprint im Balkan-Cup hinter Lefteris Fafalis in Pigadia. Im Jahr darauf nahm er in Sapporo an den Nordischen Skiweltmeisterschaften 2007 teil und wurde 69. des Klassik-Sprints, mit Fafalis 18. des Freistil-Teamsprints und kam über 15 Kilometer Klassisch nicht ins Ziel. 2008 wurde Moschovakos in Metsovo hinter Lefteris Fafalis Griechischer Vizemeister im Sprint. Seine letzten Rennen im Langlauf bestritt er im Sommer 2009 auf Skirollern.
Fast gleichzeitig mit dem Skilanglauf bestritt Moschovakos auch seine ersten internationalen Rennen im Biathlon. In Windischgarsten qualifizierte er sich in der Saison 2002/03 bei seinem ersten Rennen im Europacup als 54. eines Sprints für das Verfolgungsrennen, das er als 52. beendete. Im weiteren Verlauf der Saison erreichte er mit Platz 32 bei einem Sprint in Gurnigel sein bestes Ergebnis in der Rennserie und verpasste damit einen Punktgewinn nur um zwei Ränge. In derselben Saison bestritt der Grieche mit einem Sprintrennen in Ruhpolding auch sein erstes Rennen im Biathlon-Weltcup, das er als 104. beendete. In Antholz erreichte er bei seinem nächsten Weltcup-Rennen, einem Einzel, mit Platz 91 sein bestes Ergebnis im Weltcup. Erste internationale Meisterschaften im Biathlon wurden die Biathlon-Europameisterschaften 2003 in Forni Avoltri, bei denen Moschovakos sich als 60. als Letzter für das Verfolgungsrennen qualifizieren konnte, das er aber ebenso wie das Einzel nicht bestritt. Bei den folgenden Biathlon-Weltmeisterschaften 2003 in Chanty-Mansijsk belegte er Platz 91 im Einzel und beendete sein Sprintrennen nicht. Den Sprint beendete er auch im folgenden Jahr in Oberhof nicht, im Einzel kam Moschovakos auf Rang 109. Letzte internationale Meisterschaften wurden die Biathlon-Weltmeisterschaften 2005 in Hochfilzen. Das Einzel beendete er als 107., im Sprint wurde er 106. Nachdem er sich gegen Stavros Christoforidis nicht für die Olympischen Spiele 2006 von Turin qualifizieren konnte, beendete Moschovakos nach der Saison 2005/06 seine Biathlon-Karriere.

## Weltcupstatistik
Die Tabelle zeigt alle Platzierungen (je nach Austragungsjahr einschließlich Olympische Spiele und Weltmeisterschaften).
- 1.–3. Platz: Anzahl der Podiumsplatzierungen
- Top 10: Anzahl der Platzierungen unter den ersten zehn (einschließlich Podium)
- Punkteränge: Anzahl der Platzierungen innerhalb der Punkteränge (einschließlich Podium und Top 10)
- Starts: Anzahl gelaufener Rennen in der jeweiligen Disziplin

| Platzierung         | Einzel | Sprint | Verfolgung | Massenstart | Staffel | Gesamt |
| ------------------- | ------ | ------ | ---------- | ----------- | ------- | ------ |
| 1. Platz            |        |        |            |             |         |        |
| 2. Platz            |        |        |            |             |         |        |
| 3. Platz            |        |        |            |             |         |        |
| Top 10              |        |        |            |             |         |        |
| Punkteränge         |        |        |            |             |         |        |
| Starts              | 8      | 17     |            |             |         | 25     |
| Stand: Karriereende |        |        |            |             |         |        |